# Egernaber
Egernaber (Callitrichidae), tidligere kaldet kloaber (dette navn bruges mest på bl.a. tysk Krallenaffen), er en familie af vestaber og omfatter bl.a. marmosetter og tamariner. Det er små altædende primater, der hovedsageligt lever i Sydamerika. Familien indeholder omkring 50 arter. Til tider er denne gruppe blevet betragtet som en underfamilie af familien Cebidae. Egernaber adskiller sig fra andre vestaber ved deres kløer på tæer og fingre, bortset fra storetåen, der bærer negl.

## Beskrivelse
Egernaber hører til de mindre primater, dværgsilkeaben er den mindste af alle egentlige aber. De har en kropslængde på 12 til 35 centimeter, halen er med 15 til 44 centimeter altid længere end kroppen. Vægten varierer fra 100 til 600 gram.
Pelsen er blød og tæt og hos nogle arter silkeagtig. Farven varierer med arten fra sort over forskellige brune og grå nuancer til gul og hvid. Ofte er bestemte kropsdele i en kontrasterende farve og hos nogle arter findes hårtoppe eller skæg. Lemmerne er relativt korte, bagbenene er noget længere end forbenene. Egernaber adskiller sig fra andre vestaber ved deres kløer, der på alle tæer (på nær storetåen) og alle fingre erstatter negle. Disse kløer gør det muligt for dyrene at klatre ad lodrette træstammer, endda med hovedet nedad.
Hovedet er afrundet og snuden relativt kort. Ansiget er ofte nøgent eller kun sparsomt behåret. Tandsættet er enestående blandt primater med tandformlen: 2.1.3.22.1.3.2, i alt altså 32 tænder. I modsætning til alle andre vestaber er antallet af kindtænder reduceret fra 3 til 2 i hver kæbehalvdel. Som eneste art har springtamarinen dog tre kindtænder.

## Udbredelse
Egernaber lever i tropiske skove i Mellem- og Sydamerika. De fleste arter forekommer i Amazonbassinet, hvor deres udbredelsesområde strækker sig fra det østlige Ecuador og nordlige Bolivia til det nordøstlige Brasilien.
Nogle arter er tilpasningsdygtige og kan også leve i plantager og haver.

## Levevis
Alle arter er dagaktive, om natten sover de i huller i træerne eller i tæt vegetaton. De lever i træerne og løber her på alle fire ad de vandrette grene, men springer også godt og takket være deres kløer kan de klatre ad lodrette træstammer. Deres bevægelser er generelt hurtige og adrætte.
Egernaber lever i grupper på 2 til 15 dyr. Grupperne består af en eller flere hanner, en eller flere hunner og deres afkom. Inden for gruppen er adfærden ofte udpræget social, dyrene sover ofte tæt op ad hinanden og plejer hinandens pels. Ved et forsøg fandt man ud af, at hvidørede silkeaber udviser altruistiske tendenser. De gav artsfæller mad uden belønning eller modydelse, heller ikke i forhold til forplantning.

## Føde
Egernaber er altædende, men hovedsageligt består føden af frugter, nektar og insekter. Silkeaber har et særligt tandsæt, der gør det muligt at gnave huller i barken, for at kunne komme til plantesaft, hvilket især i perioder med få frugter er en vigtig del af føden. I mindre grad æder egernaber også andre plantedele, små hvirveldyr og fugleæg.

## Formering
I en gruppe er det kun en enkelt dominant hun, der får unger. Hos nogle arter skyldes dette, at ægløsningen hos de andre hunner i gruppen undertrykkes, muligvis på grund af feromoner fra den dominante hun. Hos løveaberne (Leontopithecus) derimod er det nok udelukkende den seksuelle adfærd, der undertrykkes. Ansvaret for at bære ungerne deles af de to køn. I nogle tilfælde, som hos paryksilkeabe (Saguinus oedipus), kan hannerne drage mere omsorg for ungerne end hunnerne.
I fangenskab ses ofte monogame par, men i naturen er der nok overvejende tale om polyandri, det vil sige at hunnen parrer sig med flere hanner, hvilket ellers er meget sjældent blandt primater.
To gange årligt føder hunnen 1-3 unger efter en drægtighedsperiode på 130 til 150 dage. I 80 procent af tilfældene består kuldet af tveæggede tvillinger.
Som noget enestående blandt pattedyr vokser placenta-membranerne sammen, selvom tvillingerne stammer fra to forskellige befrugtede æg. Derved forekommer en udveksling af celler mellem embryonerne (kimærisme). En undersøgelse af silkeaben Callithrix kuhlii viste, at den ikke kun i blodet havde andet arvemateriale, men også i kønscellerne, og derfor ved parring ikke nødvendigvis videregav dens egne gameter, men muligvis arveanlæggene fra dens tvillingesøster eller -bror. En undtagelse er springtamarinen, der oftest føder en enkelt unge ad gangen. Forplantningsraten er relativt høj, allerede fem til otte måneder efter fødslen kan hunnen igen få unger.

## Arter og slægter
De cirka 50 arter i familien Callitrichidae, hvoraf ikke alle har danske navne:
- Slægt Cebuella
  - Dværgsilkeabe, Cebuella pygmaea
- Slægt Callibella
  - Callibella humilis
- Slægt Mico
  - Sølvsilkeabe, Mico argentatus
  - Hvid silkeabe, Mico leucippe
  - Mico melanurus
  - Mico intermedius
  - Mico emiliae
  - Mico nigriceps
  - Mico marcai
  - Mico humeralifer
  - Mico chrysoleucus
  - Mico mauesi
  - Mico saterei
  - Mico manicorensis
  - Mico acariensis
  - Mico rondoni
- Slægt Callithrix
  - Hvidøret silkeabe, Callithrix jacchus
  - Sortøret silkeabe, Callithrix penicillata
  - Callithrix kuhlii
  - Geoffreys silkeabe (hvidansigtet silkeabe), Callithrix geoffroyi
  - Callithrix aurita
  - Callithrix flaviceps
- Slægt Callimico
  - Springtamarin, Callimico goeldii
- Slægt Saguinus
  - Sortkappet tamarin, Saguinus nigricollis
  - Brunrygget tamarin, Saguinus fuscicollis
  - Saguinus melanoleucus
  - Gyldenkappet tamarin, Saguinus tripartitus
  - Skægtamarin, Saguinus mystax
  - Rødbuget tamarin, Saguinus labiatus
  - Kejsertamarin, Saguinus imperator
  - Rødhåndet tamarin, Saguinus midas
  - Sort tamarin, Saguinus niger
  - Saguinus inustus
  - Tofarvet tamarin, Saguinus bicolor
  - Martins tamarin, Saguinus martinsi
  - Hvidfodet tamarin, Saguinus leucopus
  - Paryksilkeabe (hvidtoppet tamarin), Saguinus oedipus
  - Geoffreys tamarin, Saguinus geoffroyi
- Slægt Leontopithecus
  - Gylden løveabe, Leontopithecus rosalia
  - Gyldenhovedet løvetamarin, Leontopithecus chrysomelas
  - Sort løveabe, Leontopithecus chrysopygus
  - Sorthovedet løveabe, Leontopithecus caissara